# Euctemone
Euctemone (in greco antico: Εὐκτήμων?, Euktémōn; 460 a.C. circa – 390 a.C. circa) è stato un astronomo e meteorologo greco antico, ateniese e contemporaneo di Metone di Atene con cui lavorò strettamente.
Si sa poco del suo lavoro a parte la sua collaborazione con Metone e quanto riportato da Tolomeo. In base a un frammento di papiro risalente al II secolo a.C. conosciuto con il nome di Ars Eudoxi, Euctemone fornì la durata delle stagioni astronomiche a partire dal solstizio d'estate pari a 90, 90, 92 e 93 giorni rispettivamente (contro gli attuali 92, 89, 90 e 92), dimostrando di essere consapevole del fatto che la traiettoria del Sole intorno alla Terra non è uniforme.
È noto anche per il suo parapegma (precursore dell'almanacco): si tratta di un elenco di date con il sorgere e il tramonto di stelle fisse e con gli equinozi e i solstizi, associate a previsioni meteorologiche, incise su tavole in pietra.
Gemino di Rodi, nella sua opera Isagoge, e Tolomeo fanno riferimento al lavoro di Euctemone.
Ha dato il suo nome all'omonimo cratere lunare.